# Акамант (син на Тезей)
Акамант (на старогръцки: Ἀκάμας, Akamas; на латински: Akamant) в древногръцката митология е син на царя на Атика Тезей и втората му съпруга Федра, дъщеря на Минос и Пасифея. Той е герой (Ἐπώνυμος Heros Phyle) на Атина.
Той участва с брат си Демофонт в Троянската война. Двамата са също между четиридесетте герои, които се скриват в Троянския кон. След войната двамата освобождават баба си Етра, която е отвлечена заедно с Хубавата Елена.
С Акамант е свързан митът за тракийската принцеса Филида.